# Missenmortjärnen (Burträsks socken, Västerbotten)
Missenmortjärnen är en sjö i Skellefteå kommun i Västerbotten och ingår i Rickleåns huvudavrinningsområde.